# René Renot
René Paul Henri Hiéronimus dit René Renot, né le 21 novembre 1927 dans le 5e arrondissement de Paris et mort le 10 octobre 2011 à Crespières, est un acteur français de théâtre, de cinéma et de radio, spécialisé dans le doublage.
Ancien élève de l'École de la rue Blanche, il est le fils du comédien René Hiéronimus.
C'était aussi une voix de Radio France, habitué des feuilletons radiophoniques .

## Filmographie

### Cinéma
- 1971 : Le Viager de Pierre Tchernia

### Télévision
- 1961 : Le Dernier Petit Ramoneur de Gérard Pignol
- 1963 : Le Jeu d'Elsenberg d'Edmond Tiborovsky
- 1964 : Le Petit Claus et le Grand Claus de Pierre Prévert
- 1969 : En votre âme et conscience, épisode : L'Auberge de Peyrabeille de  Guy Lessertisseur
- 1971 : Les Nouvelles Aventures de Vidocq, épisode Les Chevaliers de la nuit de Marcel Bluwal
- 1972 : Irma la Douce d'Alexandre Breffort, musique Marguerite Monnot, réalisation Paul Paviot
- 1974 : Le Masque aux yeux d'or de Paul Paviot
- 1974 : La Cité crucifiée de Jean-Paul Roux
- 1979 : Les Amours de la Belle Époque : La Statue voilée de Jean-Paul Roux
- 1980 : Mathieu, Gaston, Peluche de Bernard Roland
- 1980 : Au théâtre ce soir : Danse sans musique de Richard Puydorat et Albert Gray d'après Peter Cheyney, mise en scène René Clermont, réalisation Pierre Sabbagh, Théâtre Marigny
- 1981 : Le Cocu magnifique de Marlène Bertin
- 1981 : Henri IV d'après Luigi Pirandello, réalisation Jeannette Hubert
- 1981 : Au bon beurre d'Édouard Molinaro
- 1983 : Vichy dancing de Léonard Keigel
- 1985 : Les Amours des années cinquante : Le Dimanche des Rameaux de Jean-Paul Roux

## Théâtre
- 1951 : Danse sans musique de Henri Charles Richard et Albert Gray d'après Peter Cheyney, mise en scène René Clermont, Théâtre des Noctambules
- 1960 : La Résistible Ascension d'Arturo Ui de Bertolt Brecht, mise en scène Jean Vilar et Georges Wilson, TNP Théâtre de Chaillot
- 1962 : Les Témoins de Georges Soria, mise en scène Roger Mollien, Théâtre du Vieux-Colombier
- 1967 : Les Bains de Vladimir Maïakovski, mise en scène Antoine Vitez, Théâtre-Maison de la culture de Caen
- 1970 : Le Précepteur de Jakob Michael Reinhold Lenz, mise en scène Antoine Vitez, Théâtre de l'Ouest parisien
- 1971 : La Bande à Bonnot de Henri-François Rey, mise en scène Pierre Vielhescaze, Théâtre de l'Ouest parisien
- 1972 : René Leys de Victor Segalen, mise en scène Jean Rougerie, Théâtre Firmin Gémier
- 1973 : La Fausse Suivante de Marivaux, mise en scène José Valverde, Théâtre Gérard Philipe, tournée
- 1974 : Ruy Blas de Victor Hugo, mise en scène José Valverde, Théâtre Gérard Philipe,   Théâtre de Nice